# Kaliumplatinid
Kaliumplatinid ist eine anorganische Verbindung des Kaliums mit Platin. Da eine deutliche Ladungstrennung mit Kalium-Kationen und anionischem Platin vorliegt, handelt es sich um ein Platinid.

## Herstellung
Kaliumplatinid kann aus Kalium und Platinschwamm hergestellt werden. Das Kalium und der Platinschwamm werden in eine Tantalampulle gegeben und verschlossen. Diese Tantalampulle mit den Reaktanten wird zusätzlich in eine evakuierte Silikaampulle eingekapselt und das Reaktionsgemisch mit 50 °C pro Stunde auf 700 °C erhitzt. Die Temperatur wird für zwei Tage gehalten und dann mit 10 °C pro Stunde abgekühlt. Überschüssiges Kalium kann bei 250 °C im Vakuum abdestilliert werden.

## Eigenschaften
Kaliumplatinid ist ein graues kristallines Pulver. Es bildet rhomboedrische Kristalle mit a = 2,6462 Å und c = 17,123 Å. Dabei liegen Kalium-Kationen und anionisches Platin vor.